# Chanson à récapitulation

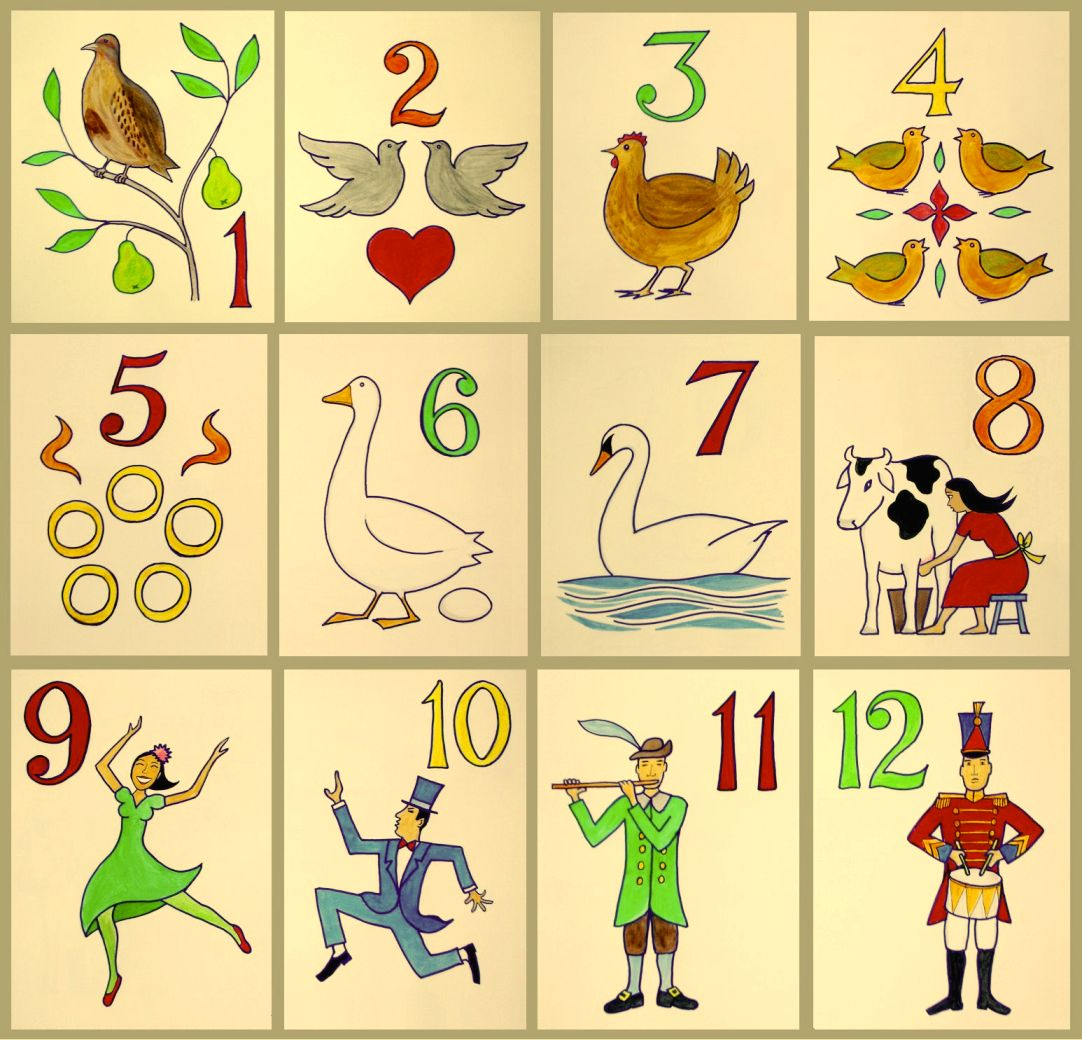
The Twelve Days of Christmas est une chanson à récapitulation

Une chanson à récapitulation est une chanson où la structure des couplets est modifiée par additions successives, de telle façon que chaque vers soit plus long que le précédent.

## Structure
Typiquement, les paroles prennent la forme d'une stance d'au moins deux vers. Dans chaque couplet, le texte du premier vers introduit un nouvel élément tandis que les autres vers incluent les éléments de tous les couplets précédents. Deux couplets sont souvent séparés par un refrain.

## Exemples
- Anglais :
  - And the Green Grass Grew All Around (en)
  - The Barley Mow (en)
  - Children, Go Where I Send Thee (en)
  - Eh, Cumpari! (en)
  - Green Grow the Rushes, O (en)
  - Old MacDonald Had a Farm
  - The Rattlin' Bog (en)
  - There Was an Old Lady Who Swallowed a Fly (en)
  - This Is the House That Jack Built (en)
  - The Twelve Days of Christmas

- Basque :
  - Xoxoak galdu mokoa

- Breton
  - Ar rannoù

- Français :
  - Alouette
  - Quand Biron voulut danser
  - Derrière chez moi
  - Jean petit qui danse
  - Pieds de cochon
  - La Boum dans le bar-tabac d'en bas
  - La Ferme de Maturin
  - Le Poussin Piou
  - L'Arbre est dans ses feuilles (Zachary Richard)
  - À la foire de l'est
  - Un éléphant qui se balançait
  - Un pied mariton
  - Pourquoi la Fatma
  - Ah tu sortiras Biquette, Biquette

- Hébreu :
  - Le séder de Pessa'h contient deux chansons à récapitulations : Echad mi yodeia et Had gadia.

- Islandais :
  - Minkurinn í hænsnakofanum (is), chanson traitant d'animaux de la ferme marchant l'un après l'autre.

- Italien :
  - Il pulcino pio
  - Alla Fiera dell'Est

- Yiddish :
  - La musique folk yiddish compte de nombreux exemples de chansons à récapitulation.